# Kožica
Pour les articles homonymes, voir Kozica.
Kozhicë en albanais et Kožica en serbe latin (en serbe cyrillique : Кожица) est une localité du Kosovo située dans la commune/municipalité de Skenderaj/Srbica et dans le district de Mitrovicë/Kosovska Mitrovica. Selon le recensement kosovar de 2011, elle compte 478 habitants.

## Démographie

### Évolution historique de la population dans la localité
| 1948 | 1953 | 1961 | 1971 | 1981 | 1991 | 2011 |
| ---- | ---- | ---- | ---- | ---- | ---- | ---- |
| 185  | 221  | 242  | 332  | 418  | 479  | 478  |

|  |

### Répartition de la population par nationalités (2011)
En 2011, les Albanais représentaient 99,79 % de la population.